# آزادراه قم–گرمسار
آزادراه قم–گرمسار یک آزادراه در کشور ایران است که از شهر قم شروع و در گرمسار به پایان می‌رسد.
این آزادراه که جزئی از آزادراه حرم تا حرم محسوب می‌شود ۱۵۰ کیلومتر مسافت دارد و در ۶ اسفند ۱۳۹۳ افتتاح شده‌است. این آزادراه از سوی قرارگاه سازندگی خاتم‌الانبیاء در مدت ۲ سال و با هزینه‌ای بالغ بر ۶۹۰ میلیارد تومان اجرا شده‌است.

## مسیر
|                          | آزادراه امیرکبیر شمال بطرف قم-تهران جنوب بطرف کاشان-اصفهان                                          |
|                          | شهرک صنعتی چوب و نجاری ثامن الائمه                                                                  |
| ایستگاه خدمات کویر سرخ   | |
|                          | قمرود                                                                                               |
| ایستگاه عوارضی قم        | |
| ایستگاه خدمات حرم تا حرم | |
| استان قم استان تهران     | |
|                          | آزادراه غدیر بطرف تهران-ساوه- فرودگاه بین‌المللی امام خمینی-قزوین                                    |
|                          | چرمشهر شمال بطرف آب‌باریک-ورامین-تهران                                                               |
|                          | امامزاده عبدالله جنوب بطرف عسگرآباد شمال بطرف حسن‌آباد کوه گچ - قلعه بلند \| ایستگاه راه‌آهن ابردژ \| |
| استان تهران استان سمنان  | |
|                          | ایستگاه راه‌آهن کویر                                                                                 |
| ایستگاه عوارضی گرمسار    | |
|                          | جاده ۴۴ · شرق بطرف گرمسار                                                                           |
| از شرق به غرب            | |
| ایستگاه راه‌آهن ابردژ     | |